# 茅栗镇
茅栗镇，是中华人民共和国贵州省遵义市播州区下辖的一个乡镇级行政单位。

## 行政区划
茅栗镇下辖以下地区：
金山村、九龙村、花果村、银都村、富兴村和草香村。